# Холокост в Минском районе
Холокост в Ми́нском районе — систематическое преследование и уничтожение евреев на территории Минского района Минской области оккупационными властями нацистской Германии и коллаборационистами в 1941—1944 годах во время Второй мировой войны, в рамках политики «Окончательного решения еврейского вопроса» — составная часть Холокоста в Белоруссии и Катастрофы европейского еврейства.

## Геноцид евреев в районе
Минский район был полностью оккупирован немецкими войсками в конце июня 1941 года, и оккупация продлилась более трёх лет — до июля 1944 года. Нацисты включили Минский район в состав территории, административно отнесённой в состав генерального округа Белорутения рейхскомиссариата Остланд.
Вся полнота власти в районе принадлежала зондерфюреру — немецкому шефу района, который подчинялся руководителю округи — гебитскомиссару. Во всех крупных деревнях района были созданы районные (волостные) управы и полицейские гарнизоны из белорусских и
польских коллаборационистов.
Для осуществления политики геноцида и проведения карательных операций сразу вслед за войсками в район прибыли карательные подразделения войск СС, айнзатцгруппы, зондеркоманды, тайная полевая полиция (ГФП), полиция безопасности и СД, жандармерия и гестапо.
Одновременно с оккупацией нацисты и их приспешники начали поголовное уничтожение евреев. «Акции» (таким эвфемизмом гитлеровцы называли организованные ими массовые убийства) повторялись множество раз во многих местах. В тех населенных пунктах, где евреев убили не сразу, их содержали в условиях гетто вплоть до полного уничтожения, используя на тяжелых и грязных принудительных работах, от чего многие узники умерли от непосильных нагрузок в условиях постоянного голода и отсутствия медицинской помощи.
За время оккупации практически все евреи Минского района были убиты, а немногие спасшиеся в большинстве воевали впоследствии в партизанских отрядах.
Тысячи евреев в районе были убиты в концентрационном лагере в Дроздах, в лагере смерти в Тростенце и в других местах.

## Гетто
Оккупационные власти под страхом смерти запретили евреям снимать желтые латы или шестиконечные звезды (опознавательные знаки на верхней одежде), выходить из гетто без специального разрешения, менять место проживания и квартиру внутри гетто, ходить по тротуарам, пользоваться общественным транспортом, находиться на территории парков и общественных мест, посещать школы.
Реализуя нацистскую программу уничтожения евреев, немцы создали на территории района 3 гетто.
- В гетто посёлка Заславль (осень 1941 — 29 октября 1941) были убиты более 200 евреев.
- В гетто города Минск (19 июля 1941 — 21 октября 1943) были замучены и убиты более 105 000 евреев.

### Гетто в Острошицком Городке
Перед войной евреи составляли не менее половины жителей деревни Острошицкий Городок. Деревня была оккупирована немецкими войсками с конца июня 1941 года до июля 1944 года.
Евреев местечка — несколько сотен человек — согнали в гетто и осенью 1941 года расстреляли.
В архивных документах упоминаются отдельные фамилии убитых евреев Острошицкого Городка.

## Случаи спасения и «Праведники народов мира»
В Минском районе 137 человек были удостоены почетного звания «Праведник народов мира» от израильского мемориального института «Яд Вашем» «в знак глубочайшей признательности за помощь, оказанную еврейскому народу в годы Второй мировой войны»:
- В городе Минске звание получили 127 человек.

В других населенных пунктах Минского района звание получили ещё 10 человек:
- Заустинская Надежда — за спасение Левиной (Могилевской) Галины в деревне Строчица[15].
- Капустинские Михаил и Анастасия — за спасение Соршера Евеля в деревне Боровляны[16].
- Пехота (Новицкая) Татьяна и Зюликова (Новицкая) Галина — за спасение Руховец Ирины и её дочери Юркевич (Руховец) Инессы в деревне Гузгаловка[17].
- Хмыз Прасковья — за спасение Левиной (Горадкевич) Аллы в деревне Вишневка[18].
- Тумиловичи Казимир и Галина — за спасение Жилинского Анатолия, Брук Берты и Клары (Ляли) в Минске и Заславле[19].
- Шунейко Виктор и Наталья — за спасение Рубенчика Абрама в Минске и деревне Старое Село[20].

## Память
Существуют и частично опубликованы неполные списки жертв геноцида евреев в Острошицком Городке и в Минском гетто.
Памятники убитым евреям района установлены:
- в Минске (11 памятников и 3 мемориальные доски);
- мемориал на месте лагеря смерти Тростенец;
- мемориальная плита на месте лагеря в Дроздах;
- в Заславле[22];
- на месте расстрела рядом с деревней Крыжовка евреев из гетто Заславля